# Velký Újezd
Velký Újezd település Csehországban, a Olomouci járásban. Velký Újezd Dolní Újezd, Libavá, Výkleky, Daskabát és Tršice településekkel határos. Lakosainak száma 1389 fő (2024. január 1.).

## Népesség
A település lakosságának változását az alábbi diagram mutatja:
| Lakosok száma | 1123 | 1299 | 1189 | 1132 | 1016 | 1267 | 1299 | 1364 | 1359 | 1389 |
|               | 1869 | 1900 | 1921 | 1961 | 1980 | 2011 | 2016 | 2019 | 2021 | 2024 |